# کاچنا
کاچنا (به لهستانی:  Kaczyna) یک روستا در لهستان است که در گمینا وادوویتسه واقع شده‌است.
 کاچنا  ۳۶۶ نفر جمعیت دارد.